# Slrn
slrn (sigle de S-Lang read news) est un client Usenet en mode console, utilisant ncurses pour son interface.
Développé pour les systèmes d'exploitation du type Unix, il est disponible pour les autres systèmes, notamment MS Windows où il s’exécute dans une fenêtre MS-DOS.
Le logiciel est adaptable à des besoins personnalisés grâce à des routines écrites en S-Lang (en).